# Capo Passero
Il Capo Passero è l'estrema punta sud-orientale dell'isola di Sicilia e anche il nome dell'isolotto sito a pochi metri di distanza. Si trova nel territorio del comune di Portopalo, in provincia di Siracusa e costituisce il confine tra il Mar Ionio e il Mar di Sicilia. Il capo è dominato da un faro.
Nel XVI secolo, il Capo Passero fu oggetto di intense attività piratesche turco-barbaresche. I pirati, infatti, al capo si rifornivano di acqua e saccheggiavano la zona, prendendo talvolta in schiavitù gli europei in cui si imbattevano. Nel 1607, fu completato il Forte di Capo Passero, che ebbe una funzione difensiva almeno fino al 1830.
La località è famosa per la battaglia navale, avvenuta nel 1718, nel corso della quale la flotta spagnola venne sconfitta dalla flotta britannica comandata dall'ammiraglio sir George Byng. Per fronteggiare la minaccia degli spagnoli, che intendevano riconquistare i territori persi in Italia, in quel periodo la Gran Bretagna firmò trattati di alleanza con Austria, Francia e Paesi Bassi, quest'alleanza diede il nome alla Guerra della Quadruplice Alleanza contro la Spagna, di cui la battaglia di Capo Passero fu uno dei primi scontri armati.

## La tonnara
Di particolare impatto visivo, la tonnara di Capo Passero ricoprì un ruolo più che mai fondamentale nell'economia della zona, lungo tutta la sua esistenza. Situata appena fuori dal paese in direzione Marzamemi, ha origini antichissime risalenti fino al Medioevo, ma è solo dalla seconda metà del Settecento che la tonnara moderna comincia a prendere la forma attuale, grazie all'intervento del principe di Villadorata, Corradino Nicolaci.
L'attività di pesca continuò fino a fine secolo, ma - in seguito a una cessione di proprietà - s'interruppe ai primi anni dell'Ottocento. La tonnara venne riattivata nel 1895 per opera di don Pietro Bruno di Belmonte, che all'epoca possedeva i titoli di esercizio dell'attività ittica, e continuò la sua attività annualmente fino al 1969. Da allora, sino al 2000, si passò a una cadenza quinquennale. Oggi è completamente inattiva, ma svolge, insieme con il castello Tafuri, un importante ruolo folcloristico e ambientale per i residenti e i turisti della zona.
Mario Soldati, nel suo viaggio alla scoperta dei vini genuini, nel 1968, che poi riportò sulla pubblicazione 'Vino al Vino' scrisse in riferimento a Capo Passero: “Per arrivarci, abbiamo attraversato chilometri e chilometri di vigneti: e qui è la tonnara. Non vi accennerei neanche, se non fosse uno dei luoghi più meravigliosi che ho visto, in tutto il mondo, America e Africa comprese”. Nel 1981 vennero scoperte dieci vasche in muratura, nella spiaggia "del Collo", vicino Scalo Mandrie. All'interno, sono state trovate vertebre di tonno e numerose monete nonché resti di lavorazione del pesce, conservato sotto sale.